# Nyssodrysternum schmithi
Nyssodrysternum schmithi là một loài bọ cánh cứng trong họ Cerambycidae.